# Estación de Túnel Naya
Túnel Naya fue una estación ferroviaria situada en el municipio español de Minas de Riotinto, en la provincia de Huelva. Las instalaciones formaban parte del ferrocarril de Riotinto y daban servicio al denominado túnel n.º 16 o «túnel Naya», que enlazaba a su vez con la explotación minera de Corta Atalaya.

## Historia
El ferrocarril minero de Riotinto había sido inaugurado en 1875 con el objetivo de enlazar todas las instalaciones y yacimientos que poseía la Rio Tinto Company Limited (RTC) en la cuenca minera homónima. A comienzos del siglo XX la RTC puso en marcha la construcción del llamado túnel n.º 16 para conectar todos sus trabajos mineros, y en especial la explotación de Corta Atalaya, con el complejo ferroviario de Zarandas-Naya.
A la salida del túnel levantó una estación de ferrocarril, con varias vías de servicio, una subestación eléctrica —dado que el trazado fue electrificado— y una cochera para las locomotoras eléctricas. Las instalaciones fueron construidas a finales de 1914, entrando en servicio en 1915. Desde 1924 la subestación eléctrica comenzó a dar servicio a todo el complejo del túnel n.º 16. A partir de 1966, con el cierre de la Central Eléctrica de la zona, la energía provendría de la generada por la Compañía Sevillana de Electricidad. La estación se mantuvo en servicio hasta el 9 de febrero de 1981, cuando fue clausurado el túnel n.º 16.

## Instalaciones
El edificio principal de la estación es de planta cuadrada y está construido en mampostería con esquinales de ladrillos. Tiene unas dimensiones de 12,70 metros por 9,20 metros de lado y una altura de 5,50 metros. La cubierta es a dos aguas solucionada con teja plana. Tiene seis vanos, de ellos cinco son ventanas, dos de ellas pareadas dispuesta en la zona sur, la zona este dispone de una ventana de mayores dimensiones que las demás, en la zona norte se disponen una ventana de gran formato otra pequeña y el acceso. El interior estaba dividido en dos plantas mediante realizado mediante vigas y suelo de madera que permitía el acceso de los operarios a la maquinaria. La estación se encontraba situada junto al poblado de La Naya y el complejo ferroviario de Zarandas-Naya, al que estaba conectado por un ramal. En su momento las instalaciones llegaron a disponer de una playa de vías para las labores de clasificación de las vagonetas de mina procedentes del túnel n.º 16.

### Gallería de imágenes

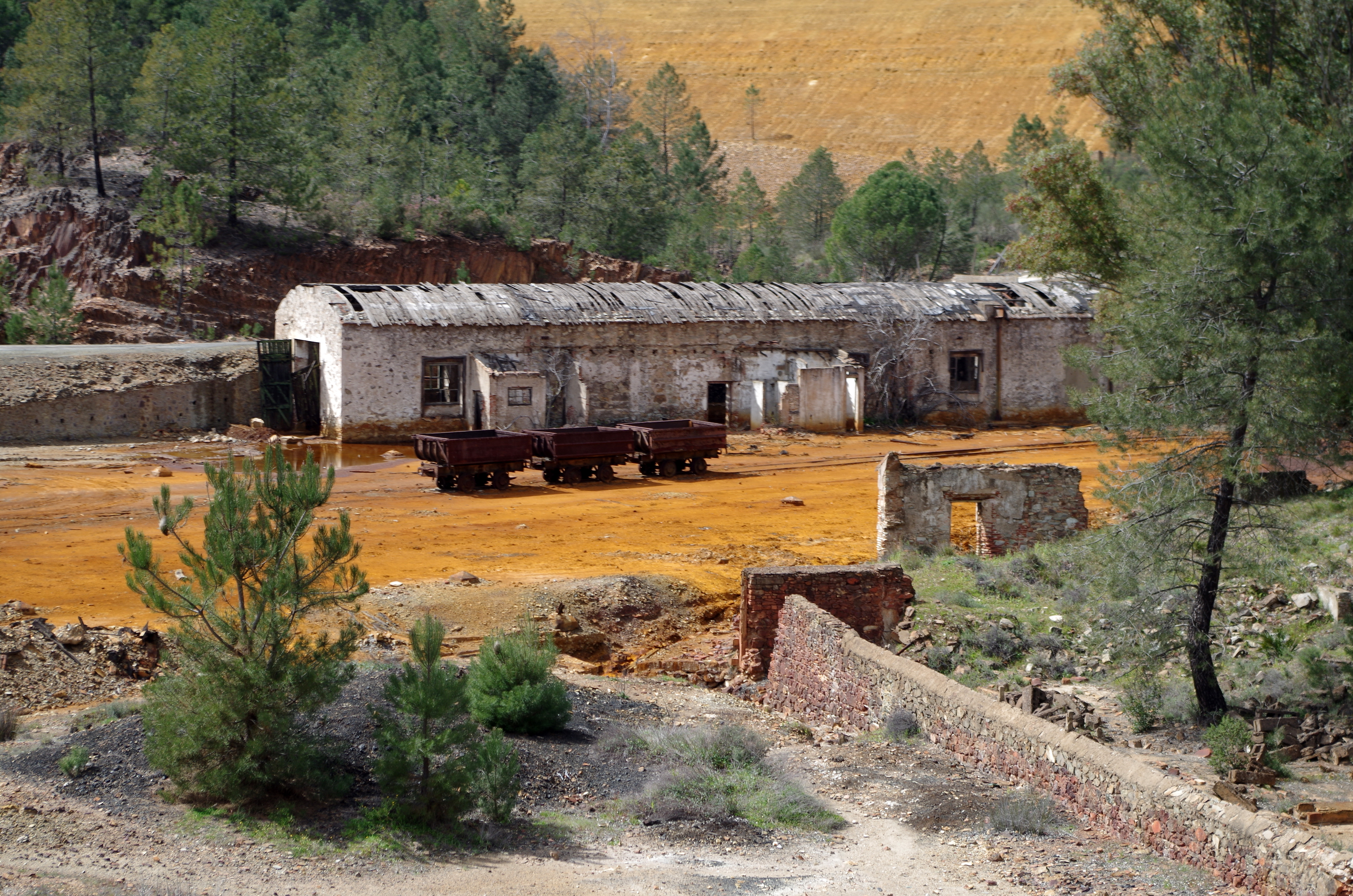
Vista de la cochera de locomotoras eléctricas.
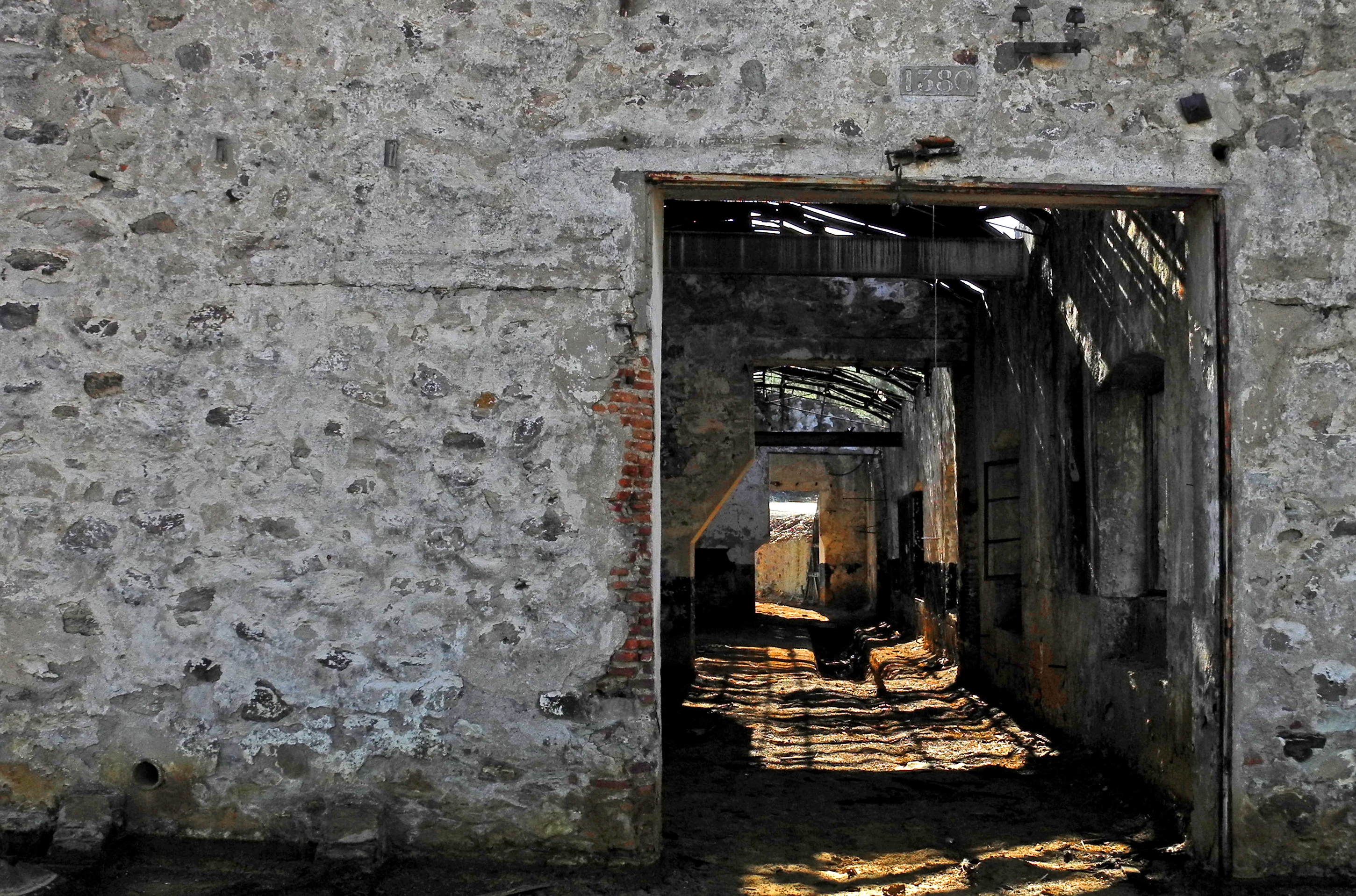
Portón de entrada e interior de la cochera.
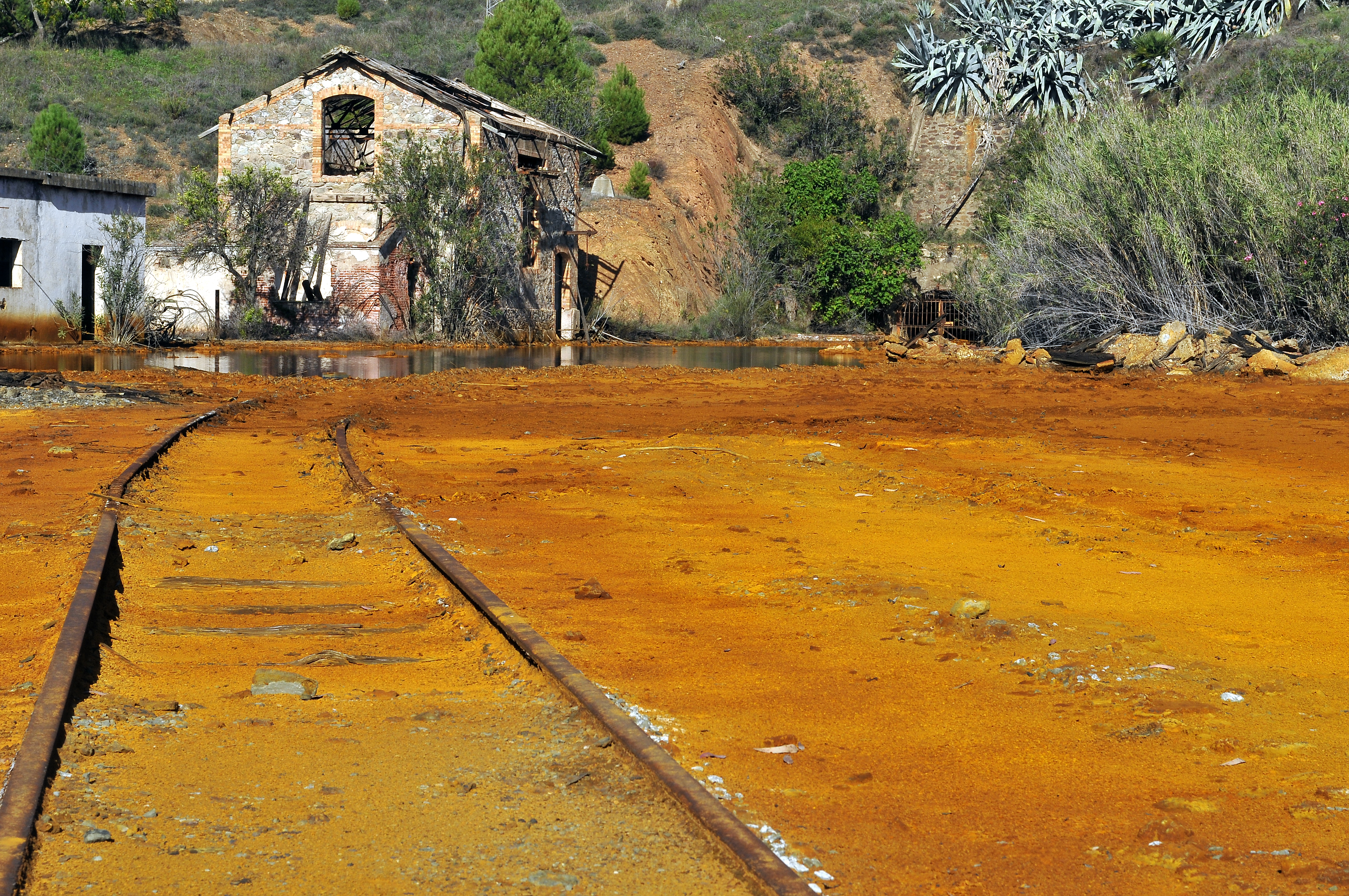
Vista de la vía y de la subestación eléctrica.
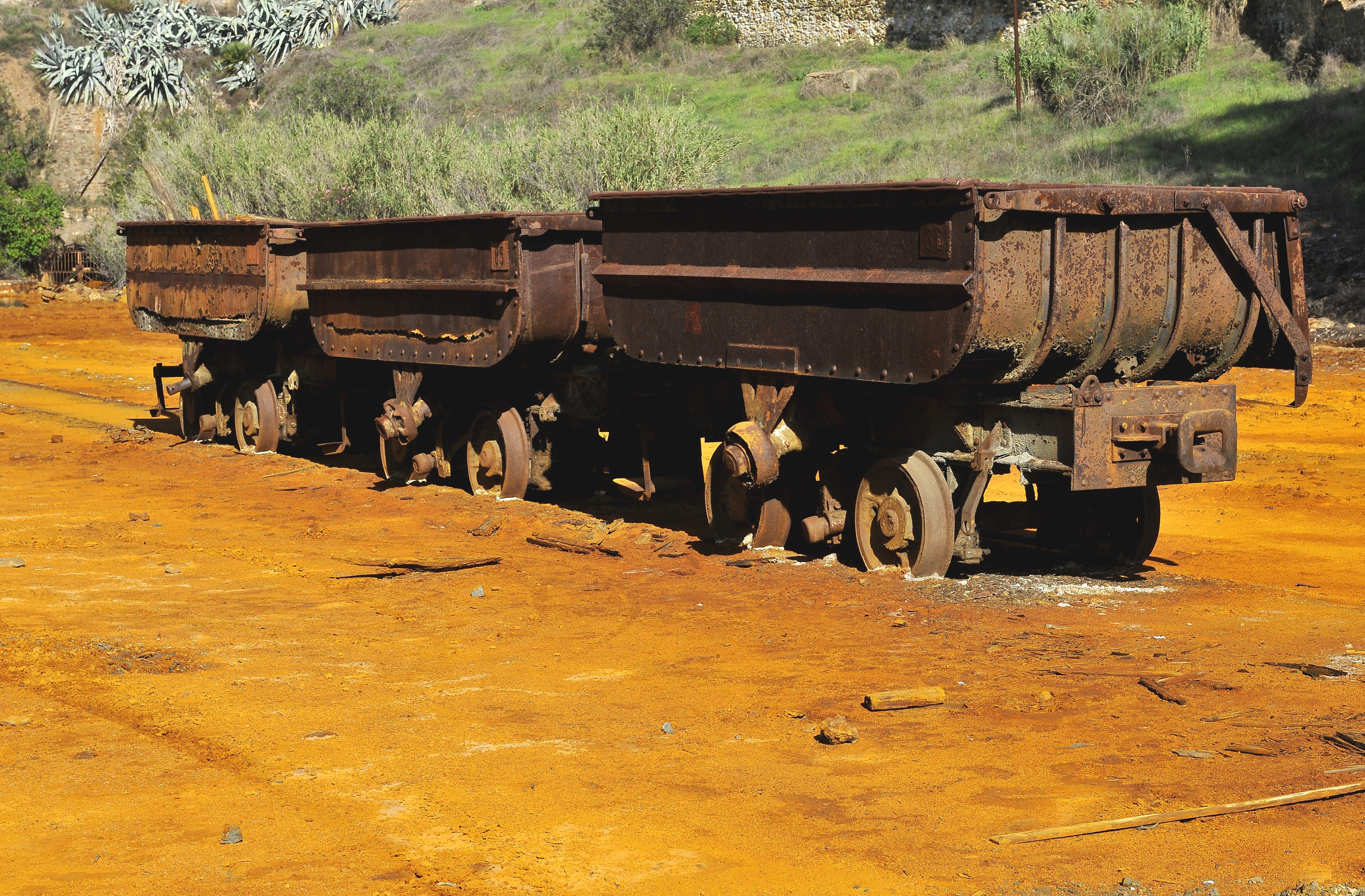
Vagonetas de mineral.